# Сінь сінь дянь
Сінь сінь дянь, або Сінсідянь (англ. Xin Xin Dian, кит.: 芯鑫電) — це порода курей яєчного типу з Китаю, що несе яйця з зеленою шкаралупою.

## Історія
Птахи цієї породи були отримані селекцією на основі породи Ухейілюй (Dongxiang Lukedanji), з ухилом на несучість і стабільність кольору та маси яєць.
На відміну від курей породи Ухейілюй (Dongxiang Lukedanji), колір шкіри і м'яса курей породи Сінь сінь дянь — білий, несучість цієї породи курей набагато вища і розмір яєць більший. Птах добре розмножується без змішування з іншими породами, при цьому зберігає свій зовнішній вигляд і корисні якості.

## Опис і характеристика
Забарвлення у курей чорне.

### Темперамент
Порода невибаглива до умов утримання, відносно спокійна.
Курчата вилупляються на 19 день. Швидко оперяються.
Не задиристі, легко уживаються з іншими породами.

### Продуктивність
- Жива вага півників 1,8 — 2 кг, вага курей 1,2 — 1,5 кг.
- Несучість 200 і більше яєць на рік, вага яйця по першому році до 55 гр., За другим — до 60 гр.
- Кури несуть яйце зі шкаралупою світло-зеленого кольору.
- Термін дозрівання від 4,5 до 5 місяців.